# Сайгинское сельское поселение
Сайгинское се́льское поселе́ние — муниципальное образование в Верхнекетском районе Томской области Российской Федерации.
Административный центр и единственный населённый пункт в сельском поселении — посёлок Сайга.

## История
Статус и границы сельского поселения установлены Законом Томской области от 10 сентября 2004 года № 199-ОЗ О наделении статусом муниципального района, поселения (городского, сельского) и установлении границ муниципальных образований на территории Верхнекетского района.

## Население
| 2002 | 2010 | 2012 | 2013 | 2014 | 2015 | 2016 |
| ---- | ---- | ---- | ---- | ---- | ---- | ---- |
| 1089 | ↘991 | ↘963 | ↘959 | ↘953 | ↘944 | ↘914 |
| 2017 | 2018 | 2019 | 2020 | 2021 |      |      |
| ↗915 | ↘897 | ↘888 | ↘867 | ↗871 |      |      |